# Niek Stolker
Niek Stolker (Utrecht, 1976) is een Nederlands journalist en bladenmaker. 
Hij startte zijn loopbaan bij Panorama, waarna hij werkte voor HP/De Tijd en Nieuwe Revu. Sinds april 2023 is hij hoofdredacteur van Playboy. Sinds zijn komst zijn de Bekende Nederlanders teruggekeerd in het blad. In december 2024 was er wereldwijd aandacht voor de naaktreportage van schaatsster Joy Beune.